# Priya Anand
Priya Anand est une actrice indienne, née le 17 septembre 1986, à Chennai (Inde).

## Biographie
Priya Anand est née le 17 septembre 1986 à Chennai, Tamil Nadu. Elle est la fille unique d'une mère tamoule et d'un père mi-télougou mi-marathi. Elle a grandi dans les villes natales de ses deux parents, Chennai et Hyderabad, devenant couramment le tamoul et le télougou.
Outre les langues maternelles, Priya maîtrise également l'anglais, le bengali, l'hindi, le marathi et l'espagnol.
Priya est devenue fascinée par les films, développant un intérêt pour le cinéma depuis son enfance, et a noté qu'elle rêvait de se lancer dans l'industrie cinématographique et de travailler sur les aspects techniques de la réalisation de films, mais avoue qu'elle n'a jamais pensé devenir actrice. Elle a déménagé aux États-Unis, où elle a poursuivi ses études supérieures.
En gardant à l'esprit sa carrière future, elle a étudié la communication et le journalisme à SUNY Albany. En 2008, elle est retournée en Inde et s'est aventurée dans le mannequinat, apparaissant dans diverses publicités télévisées comme Nutrine Maha Lacto, Prince Jewellery et Cadbury Dairy Milk.

## Filmographie
| Année | Film                           | Rôle                   | Langue    | Notes |
| ----- | ------------------------------ | ---------------------- | --------- | ----- |
| 2009  | Vaamanan                       | Divya                  | Tamoul    |       |
| 2010  | Pugaippadam                    | Shiney George          | Tamoul    |       |
| 2010  | Leader                         | Ratna Prabha           | Télougou  |       |
| 2010  | Rama Rama Krishna Krishna      | Priya                  | Télougou  |       |
| 2011  | 180                            | Renuka Narayanan       | Tamoul    |       |
| 2011  | Nootrenbadhu                   | Renuka Narayanan       | Télougou  |       |
| 2012  | English Vinglish               | Radha                  | Hindi     |       |
| 2012  | Ko Antey Koti                  | Sathya                 | Télougou  |       |
| 2013  | Rangrezz                       | Megha Joshi            | Hindi     |       |
| 2013  | Fukrey                         | Priya                  | Hindi     |       |
| 2013  | Ethir Neechal                  | Geetha                 | Tamoul    |       |
| 2013  | Vanakkam Chennai               | Anjali Rajamohan       | Tamoul    |       |
| 2014  | Arima Nambi                    | Anaamika Raghunath     | Tamoul    |       |
| 2014  | Irumbu Kuthirai                | Samyuktha Ramakrishnan | Tamoul    |       |
| 2014  | Oru Oorla Rendu Raja           | Priya                  | Tamoul    |       |
| 2015  | Vai Raja Vai                   | Priya                  | Tamoul    |       |
| 2015  | Trisha Illana Nayanthara       | Voyageuse de train     | Tamoul    | Caméo |
| 2017  | Ezra                           | Priya                  | Malayalam |       |
| 2017  | Muthuramalingam                | Viji                   | Tamoul    |       |
| 2017  | Raajakumara                    | Nandini                | Kannada   |       |
| 2017  | Kootathil Oruthan              | Janani                 | Tamoul    |       |
| 2017  | Fukrey Returns                 | Priya                  | Hindi     |       |
| 2018  | Kayamkulam Kochunni            | Janaki                 | Malayalam |       |
| 2018  | Orange                         | Radha                  | Kannada   |       |
| 2019  | Kodathi Samaksham Balan Vakeel | Teena Shankar          | Malayalam |       |
| 2019  | LKG                            | Sarala Munusamy (Sara) | Tamoul    |       |
| 2019  | Adithya Varma                  | Priya Menen            | Tamoul    |       |
| 2022  | James                          | Nisha Gayakwad         | Kannada   |       |
| 2023  | Kasethan Kadavulada            | Shakthi                | Tamoul    |       |
| 2023  | Leo                            | Priya Joshy Andrews    | Tamoul    |       |
| 2024  | Karataka Damanaka              | Kusuma                 | Kannada   |       |
| 2024  | Andhagan                       | Julie                  | Tamoul    |       |

### Télévision
| Année | Série           | Rôle    | Langue   |
| ----- | --------------- | ------- | -------- |
| 2020  | A Simple Murder | Richa   | Hindi    |
| 2021  | Maya            | Maya    | Tamoul   |
| 2022  | Maa Neella Tank | Surekha | Télougou |